# Psathyrella friesii
Psathyrella friesii är en svampart som beskrevs av Kits van Wav. 1977. Psathyrella friesii ingår i släktet Psathyrella och familjen Psathyrellaceae.   Inga underarter finns listade i Catalogue of Life.